# День Аль-Кудс

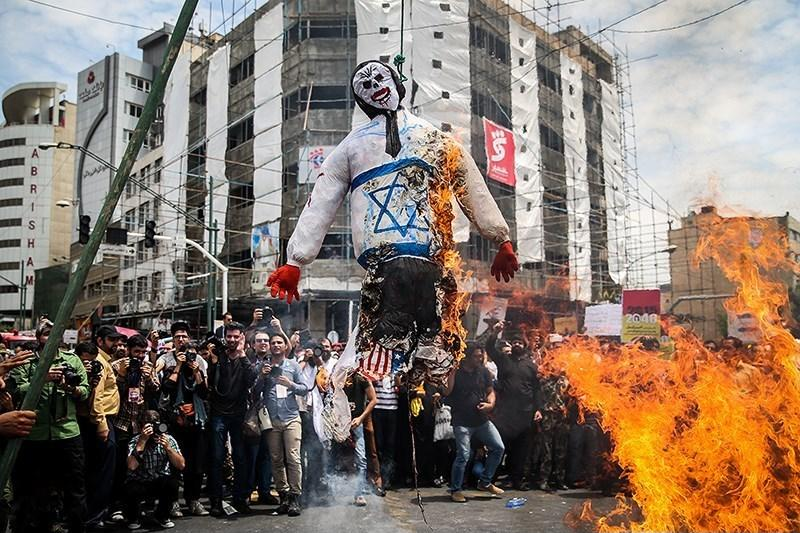
Празднование Дня Кудса в Тегеране в 2016 году

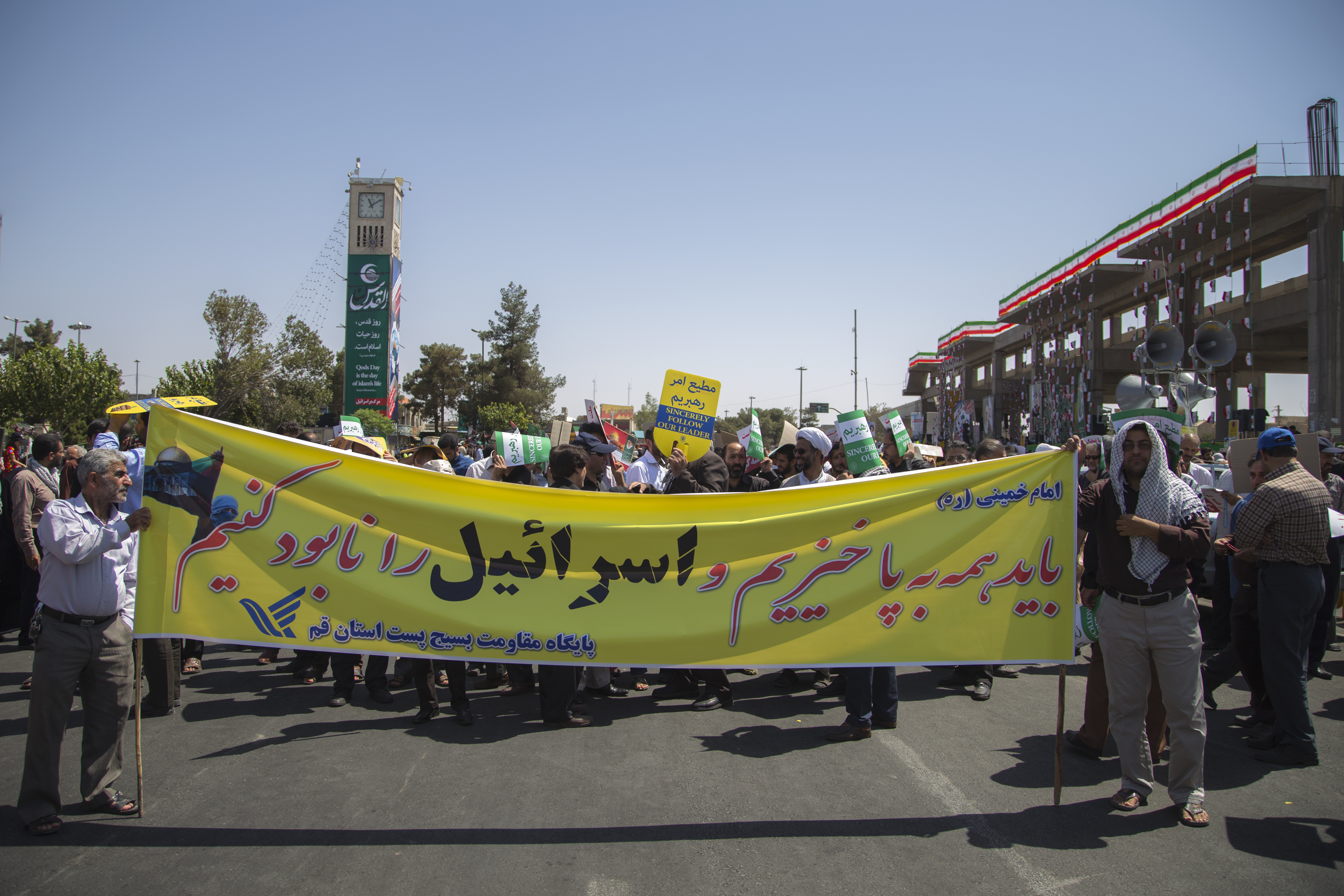
Участники парада в День Кудс в Куме держат плакат с цитатой Хомейни: «Мы все должны восстать и уничтожить Израиль»

Розе Кодс, Международный День аль-Кудс (перс. روز قدس‎) — день солидарности с борьбой палестинцев за независимость, день солидарности сторонников борьбы с политикой сионизма. День аль-Кудс учреждён аятоллой Хомейни в 1982 году и назван по имени арабского наименования Иерусалима — аль-Кудс. Отмечается по лунному календарю в последнюю пятницу рамадана, в этот день в Иране и других странах проводятся антиизраильские демонстрации и митинги.
В 2014 году День аль-Кудс отмечался в Иране, Турции, Пакистане, Индии и Йемене.